# Imre Gelencsér
Imre Gelencsér (ur. 24 sierpnia 1960 w Budapeszcie) – węgierski judoka. Olimpijczyk z Moskwy 1980, gdzie zajął dziewiętnaste miejsce w wadze piórkowej.
Brązowy medalista mistrzostw Europy w 1980. Wicemistrz Europy juniorów w 1979 roku.

## Letnie Igrzyska Olimpijskie 1980
| Konkurencja | Eliminacje               | Klas. końcowa |
| Konkurencja | Przeciwnik I             | Miejsce       |
| ----------- | ------------------------ | ------------- |
| 65 kg       | Janusz Pawłowski (POL) P | 19.           |